# Kostel svatého Václava (Chlum)
Kostel svatého Václava je farní kostel římskokatolické farnosti Chlum u Třebíče. Kostel se nachází v Chlumu na vyvýšeném místě na severním okraji obce. Kostel je klasicistní stavbou s gotickým jádrem, je jednolodní stavbou s pravoúhlým kněžištěm, čtyřbokou zvonicí, předsíní a sakristií. Stavba je obehnána zdí bývalého hřbitova. Kostel je chráněn jako kulturní památka České republiky. V kostele je barokní oltář s obrazem svatého Václava a cínová křtitelnice z roku 1562.

## Historie
Kostel byl založen ve 14. století, zakladatelem měl být opat třebíčského kláštera, pod tento klášter kostel spadal až do husitské revoluce, kostel pak byl do roku 1613 protestantským. V témže roce byl Kateřinou z Valdštejna předán do správy obce Chlum, po bitvě na Bílé hoře začala kostel spravovat farnost v Kamenici u Jihlavy. Kostel v té době byl prázdný, až po roce 1662 bylo pořízeno vybavení interiéru kostela a také dva zvony. V tu dobu byl také součástí areálu hřbitov a byla postavena zeď, jež kostel obepíná. V roce 1785 přišel do tehdy již farnosti chlumecké nový kněz, byl jím Šimon Schrener, v roce 1787 byla postavena fara nedaleko kostela. V tu dobu také kostel byl přestavěn do barokní podoby, byla přistavěna sakristie a také byl kostel zaklenut.
V roce 1857 byl v Umělecké galerii v Praze Ludvíkem Jaroslavem Bernardem namalován obraz svatého Václava a roku 1860 byl přesunut hřbitov z areálu kostela na jeho současné místo severně od kostela a v roce 1912 byl kostel opět přestavěn a získal tak současnou podobu s přistavěnou západní částí s hlavním vchodem a byla upravena střecha tak, že byla pobita zinkovým plechem. V roce 1898 byly zakoupeny současné varhany.
V areálu kostela se nachází křídlové schodiště se sochami svatého Gotharda a svatého Felixe z roku 1790.

## Odkazy

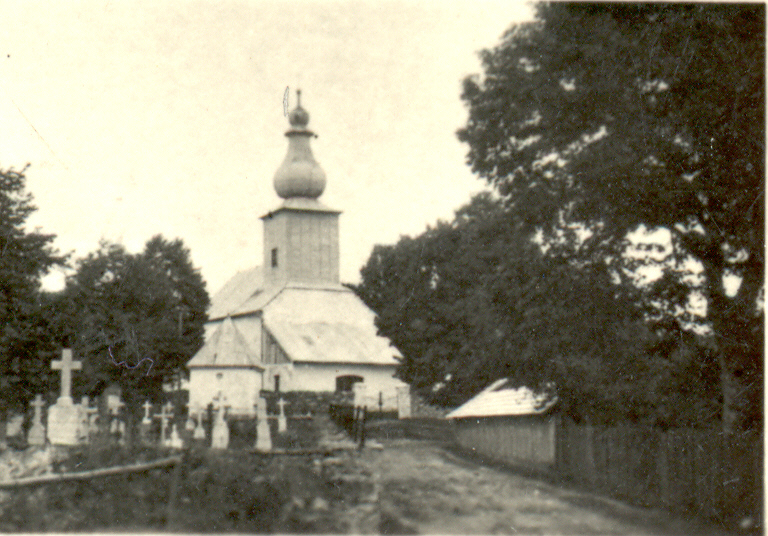
Historická fotografie kostela